# Grand port maritime de la Guadeloupe
Le grand port maritime de la Guadeloupe, aussi appelé Guadeloupe Port Caraïbes, est un grand port maritime situé en Guadeloupe dans les Antilles françaises. Anciennement « port autonome de la Guadeloupe » (PAG), il est un établissement public à caractère industriel et commercial dont la tutelle de l’État est exercée par la direction générale des Infrastructures, des Transports et de la Mer du ministère de l'Écologie, du Développement durable et de l'Énergie. Son siège est à Pointe-à-Pitre.

## Histoire

### 1730: Le Port du Petit Cul-de-Sac Marin
Avec l’implantation des habitations sucrières en Grande-Terre, la colonie, de par l’éloignement de Basse-Terre devait se doter d’un port plus commode et mieux abrité. Le fond du Petit Cul-de-sac marin, naturellement protégé des houles atlantiques et de l’Alizé présentait la configuration idéale. Ainsi naquit en 1730 le port du Petit Cul-de-sac marin qui comprend un fort et une batterie.

### 1794: Le Port de la Liberté
En 1765, le gouverneur Nolivos donne l’ordre d’accélérer le remblaiement des marais et la construction des quais avec un tirant d’eau de trois mètres, à proximité du bourg du Morne Renfermé (nommé Pointe-à-Pitre à partir de 1769). En 1794, il est nommé « port de la Liberté » en hommage à la proclamation de l’abolition de l’esclavage sur la place Sartine (place de la Victoire). Dans le même temps, le premier appontement est construit au port de Basse-Terre. En 1903, la Compagnie générale transatlantique fait construire le premier quai en bois.
En 1928, le maître d’œuvre Louis Douldat procède au dragage jusqu’à neuf mètres de tirant d’eau, à la construction des quais 1 et 2, du bâtiment de la douane et de la capitainerie.

### 1946: Le Port Départemental
En 1946, la Guadeloupe devient département français et le port accède au statut de port départemental. Entre 1958 et 1959, la gare maritime, bâtiment à deux niveaux, s’élève à droite du quai 2. La construction de la pointe Jarry débute en 1965. La même année, la loi no 65-491 sur l’autonomie portuaire qui définit le principe et l’existence d’établissements portuaires publics à caractère industriel et commercial est votée.
En 1968, les installations portuaires de Folle Anse, à Marie-Galante, sont inaugurées. Le premier hangar de la pointe Jarry est installé en 1973.

### 1975: Création du Port Autonome de Guadeloupe
Le 6 mai 1974, le port autonome de Guadeloupe est créé par le décret no 74-373. Le 28 octobre 1975, par le décret no 75-986, le port autonome de Guadeloupe devient officiellement le septième port autonome français. En 1978, l'accueil de la première course transatlantique en solitaire « la Route du Rhum » à la Marina de Bas-du-Fort coïncide avec l'inauguration du port de plaisance. À compter de 1980, une grande partie de l’activité du port de Pointe-à-Pitre est transférée à Jarry. Les portiques P1 et P2 sont livrés et le terminal de Jarry est mis en service.
La première conteneurisation de la banane a lieu en 1981. La même année, le cap des 1,5 million de tonnes de marchandises est franchi. En 1982, la zone portuaire de Jarry est étendue sur un hectare et demi et le quai Gatine à Pointe-à-Pitre est aménagé pour l’accueil des passagers et des vedettes de liaison avec l’archipel. Un service hebdomadaire CGM-Interline est ouvert en 1985 entre Pointe-à-Pitre et Porto-Rico.

### 1985 - 1995: L'essor de la conteneurisation
En 1986, le Port Autonome de Guadeloupe est le premier port à lancer des « magasins francs ». L’année suivante, le quai 11 du Terminal de Jarry est inauguré, et le 2ème poste à quai du «Terminal Mixte» est mis en service. Le cap des 2 millions de tonnes de marchandises est franchi en 1987. 
Le 2ème terminal à conteneurs de Jarry verra le jour en 1988. Il sera suivi de la mise en service du « P3 », le 3ème portique Over Panamax en 1991, ainsi que de l’ouverture de la  Zone Industrielle et Commerciale et du Domaine Industriel et Commercial de Jarry. Un 3ème terminal à conteneurs (200 mètres, 4,5 hectares) sera construit à Jarry en 1992, en même temps que la mise en service d’un terminal de transbordement. En 1993, le Port de Basse-Terre sera doté d’un poste croisière. Les installations de Jarry seront agrémentées d’un nouveau quai l'année suivante (quai 12). 

### 1995 - 2005: Une nouvelle Gare Maritime Interrégionale et le cap des 3 millions de tonnes de marchandises
En 1995, une Convention Collective de modernisation de la manutention est signée. Le dragage à 10 mètres des quais 1 et 2 de la Darse Nord de Basse-Terre est réalisé en 1997, suivi de la réhabilitation des 5 premières travées de l’appontement sucrier à Folle Anse en 1998. L’exportation de bananes reprend en 1999 au Port de Basse-Terre, année d’acquisition d’une grue mobile. Le cap des 3 millions de tonnes de marchandises est franchi cette même année. L’allée des croisiéristes du Port de Basse-Terre est mise en œuvre en 2000 dans le cadre des aménagements Ville/Port, en même temps que la modernisation des installations du Port de Folle Anse.
En 2001, 96 prises frigorifiques sont installées au Port de Basse-Terre. L’année suivante, la nouvelle Gare Maritime Interregionale est érigée à Bergevin. Dans le même temps, la Capitainerie située au Complexe World Trade Center est équipée d’un Système de Trafic Maritime. Le Port de Jarry voit la mise en service de 240 nouvelles prises frigorifiques en 2003. Le chenal d’accès et la zone d’évitage sont également concernés par une opération de dragage. Les recommandations du code ISPS sont mises en œuvre sur l’ensemble des sites portuaires dès l’année 2004. 

### 2005 - 2015: De Port Autonome à Grand Port Maritime
En 2006, le Port de Jarry est équipé de deux nouveaux portiques Over Panamax, baptisés « H1 » et « H2 ». Toujours à Jarry, un entrepôt frigorifique est inauguré en 2009. Avec une surface totale de 10 856 m² et 67 000 m² de capacité de stockage, il est le plus grand de la Caraïbe. La même année, le port de Guadeloupe est désigné comme le port le plus fiable de la Caraïbe par la Caribbean Shipping Association.
En 2010, une convention relative à l’interface ville/port est signée avec la ville de Pointe-à-Pitre. Elle sera suivie du lancement d’une base de réparation pour les grands yachts, et de la réception du « H3 », le 3ème portique Over Panamax du terminal de Jarry. L’année suivante, le port de Pointe-à-Pitre accueille le 10ème congrès de la Caribbean Shipping Association. Cette année voit également la signature d’une convention de jumelage avec le Port de la Nouvelle-Orléans, en Louisiane. 
En 2012, par décret, le Port Autonome de la Guadeloupe devient Grand Port Maritime sous la dénomination « Guadeloupe Port Caraïbes ». Les nouvelles installations du terminal croisière de Pointe-à-Pitre sont inaugurées, tout comme une ISDI (installation de stockage des déchets inertes) à Jarry. L’interface ville/port de Basse-Terre est dévoilée en 2013. L’année suivante, un second terminal croisière d’une superficie de 1800 m² voit le jour à Pointe-à-Pitre ; il accueillera pour la 1ère fois le salon d’arts Pool Art Fair. Dans le même temps, l’Enquête Publique relative au démarrage du Grand Projet de Port est lancée.  

### Depuis 2015: Un Port Nouvelle Génération
Les travaux de dragage en vue de l’extension du Port de Jarry débutent en 2015. La même année, le Grand Port Maritime de la Guadeloupe accueille les Journées Régionales de l’AIVP au CWTC, autour de la thématique « Le port, relais de croissance en Caraïbe ». A cette occasion, le port et ses partenaires ratifient la Charte Port Center de l’AIVP, outil de référence pour l’optimisation du dialogue entre le port, la ville, et les citoyens. Le Karuland, marché artisanal à destination des croisiéristes, connaît de nouveaux aménagements. A Basse-Terre, une nouvelle Gare Maritime voit le jour, au sein d’un bâtiment entièrement autonome en énergie photovoltaïque. Les portiques « P1 » et « P2 » sont démontés à Jarry ; en fin d’année, la 1ère phase des travaux du Port Nouvelle Génération est inaugurée. Elle consistait à améliorer le chenal permettant l’accostage des navires de classe supérieure.
En 2016, la démarche environnementale du Grand Port Maritime connait un tournant avec le lancement du programme Cáyoli, un plan de gestion des espaces naturels qui s’étend sur 15 ans. Le programme sera récompensé du prix spécial du jury Biodiversité & Entreprises par le Ministère de la Transition écologique et solidaire. La même année, la Caribbean Shipping Association décernera au Port le prix de la performance et de la productivité portuaires. L’année suivante, naît Cáyoli Junior ; concours de productions artistiques à destination des scolaires du Petit Cul-de-Sac Marin, autour des enjeux de préservation de la biodiversité. 2017 verra aussi le lancement du projet Smart Port, dont l’ambition est de gagner en compétitivité et en attractivité grâce aux nouveaux outils numériques. C’est dans ce cadre que le 1er hackathon portuaire de la Caraïbe a été organisé en Guadeloupe.
L’implication artistique et culturelle du port est également récompensée en 2017, avec l’obtention du prix ESPO Award, valorisant les actions d’intégration sociétale entreprises par les ports européens. La Guadeloupe a devancé les ports d’Anvers, Brest, Oslo et Venise dans ce concours organisé par l’Union des Ports Européens (ESPO).

## Capacités portuaires
Le rapport d'activités 2018 du port indique :
L'activité de frêt du port Jarry est de 3,8 millions de tonnes de marchandises, le trafic mensuel de conteneurs atteignant 20 600 équivalents vingt pieds.
Le nombre de passagers accueillis à Pointe-à-Pitre s'est élevé à 1 321 049 passagers dont 935 686 passagers pour l’inter-îles et l’archipel, et 385 363 passagers pour la croisière. 
La marina du Gosier comprend  23 quais,  1 200 places et 45 postes de mouillages sur bouées.
Le port de Folle Anse contribue au désenclavement de Marie-Galante, en assurant la desserte intra-archipel et le cabotage des exportations sucrières,  
100 000 tonnes de marchandises par an y sont en transit.

## Gouvernance
Le  décret du 1er octobre 2012 qui institue le grand port maritime de la Guadeloupe se substituant au port autonome de la Guadeloupe organise la gouvernance en un conseil de surveillance, un directoire et un conseil de développement. Au sein du conseil de surveillance de 17 membres siègent cinq représentants des collectivités territoriales, trois  élus de la chambre de commerce et d'industrie de région des îles de Guadeloupe, deux personnalités qualifiées, quatre représentants de l'État, trois représentants du personnel. Le directoire comporte trois membres dont l'un est président, nommé par décret. Le conseil de développement  comporte vingt membres répartis en 4 collèges : représentants de la place portuaires ; représentants des personnels des entreprises exerçant leurs activités sur le port ; représentants des collectivités territoriales ; personnalités qualifiées intéressées au développement du port.